# Olevano di Lomellina

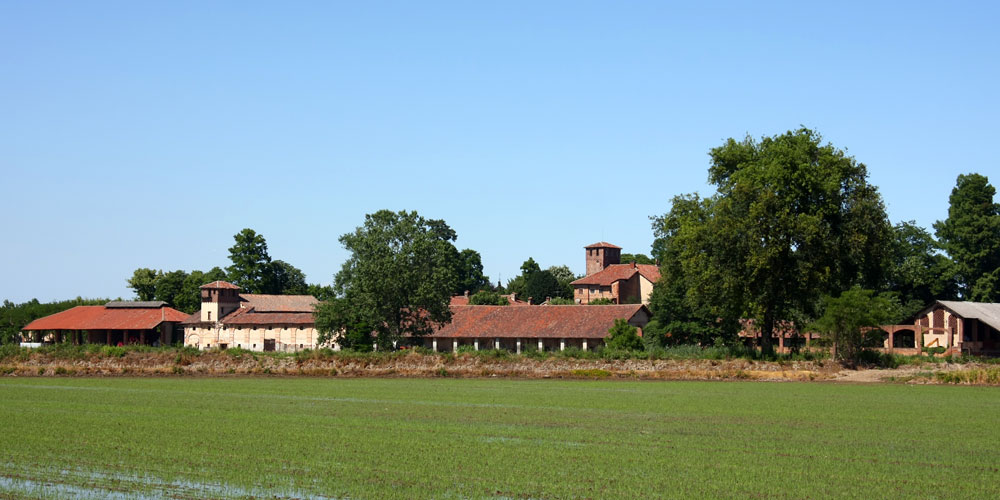
Blick auf Olevano di Lomellina

Olevano di Lomellina ist eine italienische Gemeinde (comune) in der Provinz Pavia in der Lombardei mit 697 Einwohnern (Stand 31. Dezember 2023) in der Lomellina. Die Gemeinde liegt etwa 34 Kilometer westnordwestlich von Pavia. Durch die Gemeinde fließt die Agogna.

## Verkehr
Der Bahnhof von Olevano di Lomellina wird von Zügen der Bahnstrecke Alessandria–Novara–Arona bedient.